# Rhizopsammia goesi
Rhizopsammia goesi is een rifkoralensoort uit de familie van de Dendrophylliidae. De wetenschappelijke naam van de soort is voor het eerst geldig gepubliceerd in 1877 door Lindström.